# Душанбе – Яван
Душанбе – Яван — газопровід в Таджикистані.
У 1970-х роках в Таджикистані ввели в дію Яванський електрохімічний комбінат, у складі якого діяла Яванська ТЕЦ. А в 1986-му спорудили газопровід Душанбе – Яван, який дозволив подати до Явану ресурс блакитного палива зі столичного регіону, куди він в свою чергу надходив по газопроводу Келіф – Душанбе.
В 1990-х електрохімічний комбінат потрапив у складне становище, а Яванська ТЕЦ зупинилась та простоювала 12 років, допоки її знову не ввели в дію у 2008-му.
Південіше від Явану знаходився майданчик заводу азотної хімії в місті Левакант, який отримував своє головну сировину – природний газ – по трубопроводу Душанбе – Кизил-Тумшук. Останній був споруджений на два десятиліття раніше за Душанбе – Яван і станом на середину 2010-х знаходився в набагато гіршому стані. Як наслідок, плани відновлення роботи хімічного заводу в Леваканті передбачали спорудження ділянки Яван – Левакант довжиною 56 км. В 2021-му повідомляось, що роботи за цим проектом почались і вже споруджено 6 км траси.